# Desaulcya ampulla
Desaulcya ampulla är en insektsart som först beskrevs av Brunner von Wattenwyl 1895.  Desaulcya ampulla ingår i släktet Desaulcya och familjen vårtbitare. Inga underarter finns listade i Catalogue of Life.